# Sahaj Marg
 (février 2019).
 (février 2019).
Pour les articles homonymes, voir Sahaj.
Le Sahaj Marg (la Voie Naturelle), est un système de méditation issu du Raja yoga de l'Inde Antique. Cette pratique spirituelle se présente comme une méthode de transformation intérieure. 

## Historique
Le Sahaj Marg fut révélé par Shri Ram Chandraji de Fatehgarh (1873 - 1931), surnommé Lalaji. Il explique avoir redécouvert une « ancienne forme d'entraînement spirituel qui repose sur la transmission d'énergie divine (pranahuti/prana) et le nettoyage des impressions passées ». Shri Ram Chandra de Shahjahanpur, surnommé Babuji, fonde la Shri Ram Chandra Mission en 1945 pour promouvoir les idées de son maître spirituel. Il formalise de Sahaj Marg en publiant de nombreux livres, plusieurs sont regroupés dans Sajah Marg, le Septième Darshana. En 1972, il se rend pour la première fois en Europe, aux États-Unis d'Amérique et en Égypte.

## Objectif
D'après les pratiquants, la méthode tenderait à « réaliser l'union avec la source divine » qui est en chacun, dans le cadre d'une vie familiale et professionnelle normale. Comme nombre de voies spirituelles, le Sahaj Marg affirme que « le Divin, la source de toute chose, ne peut être trouvé qu'au fond de son propre cœur, en passant au-delà des limites de l'égo ». 

## Principe
Le Sahaj Marg est une nouvelle forme de Raja Yoga qui n'est plus fondée sur « des méthodes machinales impliquant une austérité et des pénitences inadaptées aux conditions de vie actuelles » mais sur « des moyens simples et naturels ». La pratique proposée cherche à être « universelle », « facilement praticable » et pouvant rapidement « amener à trouver en soi-même ce qui est cherché sans succès à l'extérieur ». Elle utilise le nettoyage des impressions passées (samskara), la méditation sur le cœur et le soutien d'un maître spirituel vivant. Le rôle du maître spirituel est essentiel car, selon les livres publiés par la SRCM, « il est bien conscient de tous les points et de tous les problèmes de la spiritualité pour avoir parcouru le chemin. Il sait ce qu'il faut faire pour que le voyageur continue ». Il est considéré par les pratiquants comme « un exemple vivant, enseignant par ses écrits et ses paroles, par ce qu'il montre en menant la vie qu'il mène, et par la transmission de la lumière divine ». « C'est Dieu qui est le véritable Guru, le Maître, et c'est de lui seul que nous recevons la lumière », écrit ainsi Ram Chandra dans son livre intitulé Réalité à l'Aube. « Mais comme il est extrêmement difficile pour un homme aux capacités ordinaires de tirer son inspiration directement de Dieu, il lui faut chercher l'aide d'un de ses frères humains qui a, lui, établi son lien avec le Tout-Puissant ».

## Maître spirituel
L'actuel Maître spirituel du Sahaj Marg est Kamlesh D Patel. Il préside la Shri Ram Chandra Mission, une organisation à but non lucratif qui vise à faire connaître le Sahaj Marg à travers des livres traduits dans une vingtaine de langues. 

## Citation
« Nous avons oublié notre demeure originelle, d'où nous sommes descendus pour venir dans ce monde où nous vivons maintenant. Notre attachement à la vie et aux valeurs matérielles est devenu si fort que nous ne nous souvenons plus de cette demeure originelle [...]. Or avant de pouvoir retourner à cette demeure, quelque chose doit pouvoir nous rappeler cette demeure. Comment peut-on aller à un endroit dont on ne sait rien ? Comment peut-on y aller si on ne s'en souvient pas ? [...] C'est pourquoi je vous dis que la spiritualité est la science et l'art du souvenir. »

— Shri Ram Chandraji Maharaj